# Joseph Lyons
Joseph Aloysius Lyons (Circular Head, Tasmania, 15 settembre 1879 – 7 aprile 1939) è stato un politico australiano, decimo Primo ministro dell'Australia.

## Biografia
Lyons era figlio di immigrati irlandesi. Suo padre, Michael Lyons, era un agricoltore benestante che decise di entrare in affari nel ramo "macelleria e panetteria", ma perse il suo patrimonio a causa del cattivo stato di salute e quindi fu costretto a trovarsi un impiego. Sua madre allevò con coraggio e determinazione i suoi otto figli ma Lyons fu costretto a lasciare la scuola all'età di nove anni per lavorare come fattorino e apprendista tipografo. Con l'aiuto di due zie riuscì a riprendere gli studi al Philip Smith Teachers' Training College, e divenne insegnante. Egli fu un attivo sindacalista e uno dei primi membri del partito laburista della Tasmania, nelle cui file fu eletto nel 1909 al parlamento statale.
Dal 1914 al 1916 Lyons assunse e guidò i dicasteri delle finanze, dell'educazione e delle ferrovie nel governo laburista del premier della Tasmania John Earle.  Come Ministro dell'istruzione egli varò molte riforme, tra le quali vale la pena ricordare l'abolizione della tassa di iscrizione alle scuole statali, l'aumento degli stipendi al personale docente e la fondazione del primo liceo statale della Tasmania.
Nel 1915 sposò Enid Burnell, un'insegnante di diciotto anni che esercitò una grande influenza su Lyons al quale diede 11 figli.
Quando, durante il primo conflitto mondiale, all'interno dei laburisti scoppiò la crisi della coscrizione obbligatoria, il premier tasmaniano Earle, favorevole alla leva obbligatoria, aderì al nuovo partito nazionalista fondato dal premier federale, eletto nelle file laburiste, Billy Hughes Come molti australiani di origine cattolico-irlandese, Lyons era contrario all'introduzione della leva obbligatoria e rimase nel partito laburista, divenendone il nuovo leader in Tasmania, dove guidò l'opposizione al locale governo nazionalista sino al 1923, quando riuscì a formare un governo di minoranza. Egli rimase in carica come premier della Tasmania e ministro del Tesoro sino al 1928. Durante il suo governo Lyons riuscì a stabilire buone relazioni sia con il mondo degli affari sia con i conservatori del governo federale, attirandosi le critiche dei sindacalisti presenti all'interno del suo partito. Nelle elezioni statali del 1928 egli fu sconfitto di misura dai nazionalisti. Nel 1929 Lyons fece il suo ingresso nella politica federale conquistando un seggio nel parlamento di Canberra in quelle elezioni che videro il ritorno al governo dei laburisti guidati da James Scullin il quale gli conferì l'incarico di ministro del Lavoro e delle Ferrovie.

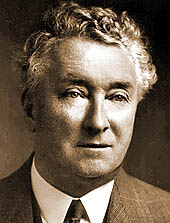
Joseph Lyons

Quando l'onda lunga della Grande depressione colpì nel 1930 l'Australia, il governo Scullin si divise sui rimedi da adottare tra i fautori di una politica finanziaria e deflazionistica ortodossa guidata dallo stesso, e Lyons e i proto-keynesiani, fautori di una politica inflazionista, guidati da ministro del Tesoro Ted Theodore.
Quando Ted Theodore, accusato di corruzione in un affair verificatosi mentre era capo del governo del Queensland, fu costretto a dimettersi nel giugno del 1930, Scullin prese per sé l'interim del Tesoro. Ma dall'agosto del 1930 al giugno del 1931 Scullin dovette recarsi a Londra per la Conferenza Imperiale e Lyons divenne facente funzioni del ministro del tesoro.
Nell'ottobre del 1930 Lyons varò una finanziaria attenta agli equilibri di bilancio, annunciando una diminuzione della spesa pubblica e degli stipendi, impegnandosi a mantenere bassi i tassi di interesse per le grandi industrie.
Le sue ricette economiche gli valsero l'appoggio dei grandi gruppi, ma furono fieramente avversate dalle basi del partito laburista che chiedevano un'espansione del deficit pubblico per stimolare la domanda e guardavano con orrore alla prospettiva di un contenimento dei salari e della spesa pubblica. Colpito dagli attacchi a lui sferrati da membri del suo partito, decise di prendere in considerazione la proposta di influenti membri dell'establishment che gli offrivano la guida dell'opposizione conservatrice.
A gennaio il Premier tornò nel suo paese e riassegnò al keynesiano Theodore il ministero del Tesoro. Per reazione Fenton e Lyons si dimisero dal governo e si unirono ai conservatori del partito nazionalista. L'opposizione formò il partito dell'Australia unita o Uap guidata dallo stesso Lyons, che in fondo non era altro che il partito nazionalista con un nuovo nome. Nello stesso tempo il primo ministro laburista del Nuovo Galles del Sud Jack Lang fondò una fazione di sinistra del Labor che si batteva per ripudiare il debito estero e per altre misure radicali. La costituzione di questa fazione fece perdere definitivamente la maggioranza parlamentare al governo in carica che fu sfiduciato nel novembre 1931, grazie al determinante contributo del Lang Labor che unì i propri voti a quelli dell'opposizione conservatrice.
Alle elezioni anticipate del dicembre 1931 i laburisti anche a causa della immagine deteriorata dalle divisioni interne subirono una pesante sconfitta (dei 47 seggi che detenevano nel precedente parlamento ne conservarono solo 14, mentre il Lang Labor ne conquistò altri 4), e Lyons, che sfruttando la sua vecchia militanza laburista riuscì a fornire del UAP una solida immagine di forza interclassista e tesa al bene della nazione, nel 1932 divenne primo ministro.
Lyons diventò così il terzo ex leader laburista a guidare un governo Conservatore ed il secondo premier cattolico-irlandese.

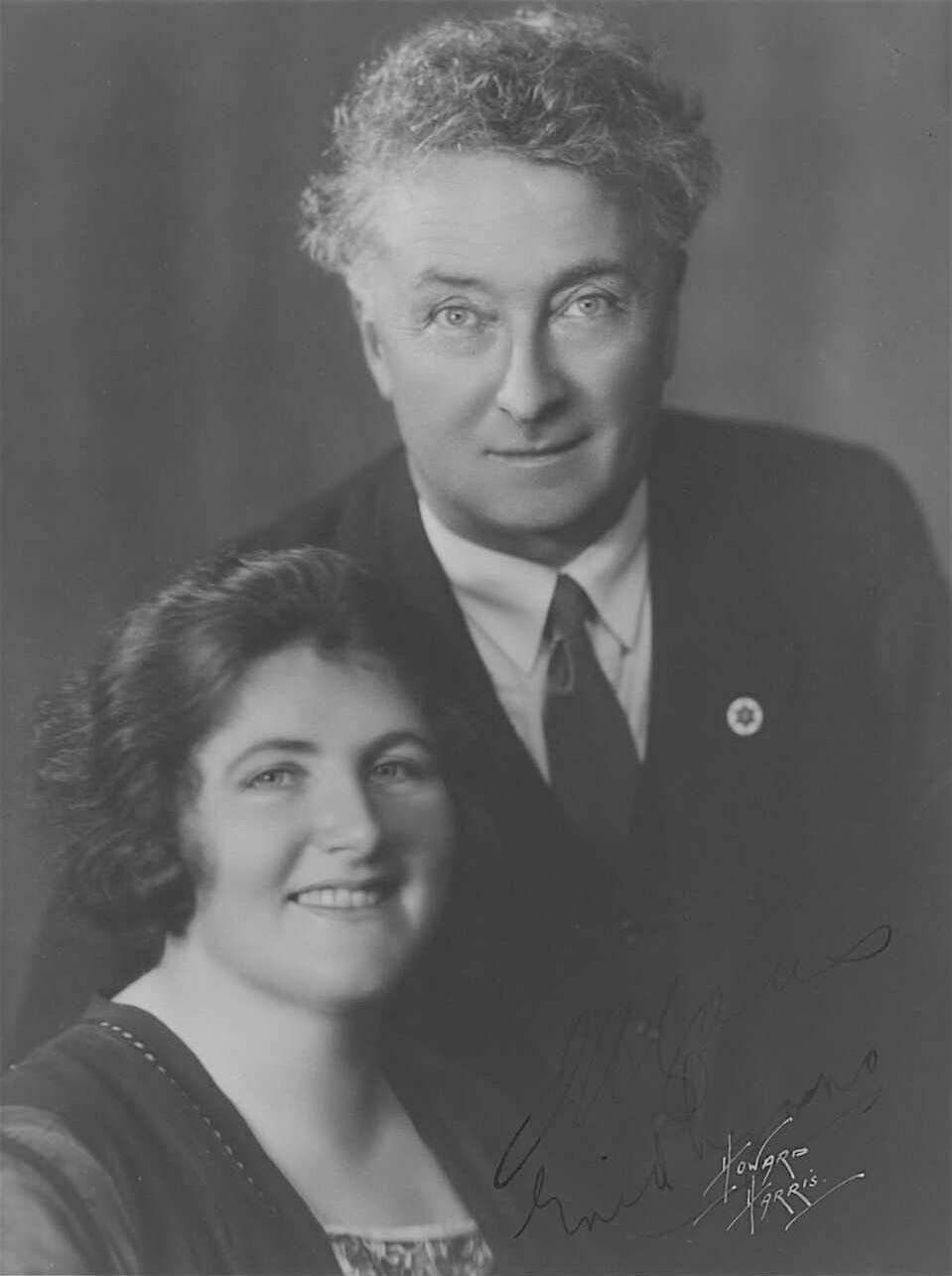
Joseph Lyons e sua moglie Enid Lyons

Il UAP aveva i numeri per governare da solo ma dopo le elezioni del 1934 si riformò la tradizionale coalizione Conservatrice con il Partito Agrario. In campo economico Lyons, che sino al 1935 affidò a sé stesso anche il ministero del Tesoro, continuò a coltivare la sua politica conservatrice fatta di tagli alla spesa pubblica e di controllo del debito. Questa sua politica finì per risanare gradualmente la situazione economica.
In politica estera egli sostenne con qualche critica la Gran Bretagna e fu uno strenuo difensore del ruolo della Società delle Nazioni. Il Governo Lyons perseguì una politica di riconciliazione verso i regimi al potere in Germania, Italia e Giappone, ma nello stesso tempo preparò il suo paese alla guerra espandendo le spese militari, fondando un'industria dell'aviazione militare e producendo un numero crescente di munizioni ed armamenti navali.
Nel 1934 fece il suo ingresso in parlamento l'abile e ambizioso Robert Menzies che non fece mistero di ambire alla poltrona di Lyons, il quale lungi dal farsi da parte guidò il suo partito nella vittoriosa tornata elettorale del 1937. Ma la buia situazione internazionale depresse Lyons che fu un convinto pacifista. Molti esponenti politici invitarono Lyons a rassegnare le dimissioni indicando in Menzies il suo successore, ma invece fu proprio Menzies a dimettersi per protestare contro l'inazione del governo verso le potenze dell'Asse. Il 7 aprile 1939 Lyons fu improvvisamente colpito da un infarto, morendo a soli 59 anni. Egli fu il primo premier a morire mentre era ancora in carica. Lyons, devoto cattolico, fu anche la sola persona, dopo la costituzione della federazione, ad aver ricoperto la carica di premier sia in campo statale (guidò il governo della Tasmania) che federale e ad oggi l'unico premier nato in Tasmania.
La sua vedova, Enid Lyons, più tardi entrò in politica nelle file della destra e nel 1943 diventò la prima donna a sedere in parlamento; più tardi divenne la prima donna ministro del governo liberale di Menzies. Due dei suoi figli più tardi fecero il loro ingresso nella politica della Tasmania nelle file del partito liberale: Kevin Lyons tra il 1969 e il 1972 divenne vice premier della Tasmania, mentre Brendan Lyons entrò nel governo di Robin Gray durante il 1980.